# Formatge suís (matemàtiques)
En matemàtiques, un formatge suís és un subconjunt compacte del pla complex que s'obté eliminant d'un cercle alguna unió comptable de cercles, generalment amb certa restricció en els centres i radis dels cercles eliminats. Tradicionalment, els cercles suprimits haurien de tenir tancaments disjunts per parells que són subconjunts de l'interior del cercle inicial, la suma dels radis dels cercles suprimits hauria de ser finit i el formatge suís hauria de tenir l'interior buit. Aquest és el tipus de formatge suís introduït originalment per la matemàtica suïssa Alice Roth.
De manera més general, un formatge suís pot ser tot o part de l'espai euclidià R n – d'una varietat encara més complicada – amb "forats" dins.